# Natalia Valeeva
Natalia Valeeva (* 15. November 1969 in Tîrnauca, Moldauische SSR) ist eine ehemalige sowjetisch-moldauisch-italienische Bogenschützin.

## Karriere
Natalia Valeeva nahm an sechs Olympischen Spielen teil: Bei den Olympischen Spielen 1992 in Barcelona gehörte sie zur Delegation des Vereinten Teams, mit dessen Mannschaft sie die Bronzemedaille gewann. Im Einzel sicherte sie sich ebenfalls Bronze. 1996 nahm sie in Atlanta für die Republik Moldau an und schloss die Einzelkonkurrenz auf Rang zwölf ab. Ende des Jahres heiratete sie den italienischen Bogenschützen Roberto Cocchi und erhielt die italienische Staatsbürgerschaft. Fortan trat sie auch international für Italien an. 2000 erreichte sie in Sydney sowohl im Einzel als auch mit der Mannschaft Rang sieben. 2004 trat sie in Athen nur im Einzel an und belegte Rang 53. Vier Jahre darauf verbesserte sie sich in Peking im Einzel auf Rang 19, während sie in der Mannschaftskonkurrenz Fünfte wurde. Bei ihren sechsten und letzten Olympischen Spielen 2012 in London schloss sie das Einzel auf Rang 17 ab, mit der italienischen Mannschaft erreichte sie Rang neun.
Bei Weltmeisterschaften gewann sie im Freien und in der Halle insgesamt zehnmal den Weltmeistertitel, davon siebenmal im Einzel. Hinzu kommen drei Silber- und zwei Bronzemedaillen. Fünfmal wurde sie Europameisterin. 2015 nahm sie zudem an den Europaspielen in Baku teil, bei denen sie sowohl in der Mixed- als auch der Mannschaftskonkurrenz die Goldmedaille gewann. Im Folgejahr gab sie ihren Rücktritt vom Wettkampfsport bekannt.